# 蘇瓊
蘇瓊（約北魏末年—581年），字珍之，長樂（今河南濮陽西）人。
父蘇備於北魏時官至衛尉少卿。幼时随父至边界，拜见东荆州刺史曹芝。芝戏问曰：“卿欲官不？”蘇瓊回答“设官求人，非人求官。”曹芝对他的回答感到惊异，便让他做长流参军。歷任東荊州長流參軍、並任高澄的并州刑獄參軍、南清河郡太守和廷尉正、徐州行台左丞、大理卿。蘇瓊因平反多宗冤案而聞名，京师为之语曰：“断决无疑苏珍之。”北周時为博陵太守。約卒於隋朝開國初年。
史載蘇瓊為官清廉，即便是一瓜一果亦拒絕收授，郡民赵颖送来两个西瓜。苏琼虽把瓜收下，竟將西瓜悬于门梁，以斷絕饋贈。而且蘇瓊體恤民情，曾在災情時私借糧食賬濟災民。

## 延伸阅读
[在维基数据编辑]
 《北齊書·卷46》，出自李百药《北齊書》